# Njam-Osoryn Tujaa
Njam-Osoryn Tujaa (mong. Ням-Осорын Туяa; ur. 1958 w Ułan Bator) – mongolska polityk, dyplomatka, tymczasowy premier Mongolii od 22 do 30 lipca 1999 roku.
Studiowała na Moskiewskim Państwowym Instytucie Stosunków Międzynarodowych, który ukończyła w 1980. Studiowała także na studiach podyplomowych w Lyonie, a w 1994 zdobyła tytuł magistra politologii na Uniwersytecie w Leeds. Należała do Partii Demokratycznej. Od 1996 zasiadała w parlamencie. Od 1998 roku była ministrem spraw zagranicznych w rządzie Dżanlawyna Narancacralta.
Po jego rezygnacji w lipcu 1999 spowodowanej oskarżeniami o nieprawidłowości w sprzedaży państwowej spółki, Tujaa tymczasowo przejęła fotel szefa rządu do czasu, gdy parlament wybrał w jego miejsce Rinczinnjamyna Amardżargala. W nowym gabinecie pozostała szefem dyplomacji, będąc jedyną kobietą w tym gronie. Tekę ministra i stanowisko w parlamencie straciła po wyborach parlamentarnych z 2000 roku, w których Mongolska Partia Ludowo-Rewolucyjna zdobyła 72 z 76 mandatów w Wielkim Churale Państwowym. Przewodniczyła 55. sesji Komisji Gospodarczo-Społecznej Narodów Zjednoczonych ds. Azji i Pacyfiku.